# Pradillo (stanice metra v Madridu)
Pradillo (plným názvem španělsky Estación de Pradillo; doslovně přeloženo jako „Loučka“) je stanice metra v Madridu, která se nachází v jižní aglomeraci města. Stanice má výstup do ulice Avenida Dos de Mayo (třída 2. května) a na náměstí Plaza del Pradillo ve městě Móstoles.
Jedná se o stanici linky metra 12.
Stanice vznikla v rámci výstavby linky 12 a byla otevřena 11. dubna 2003 zároveň s celou linkou. Stanice se nachází v tarifní zóně B2.

## Fotogalerie

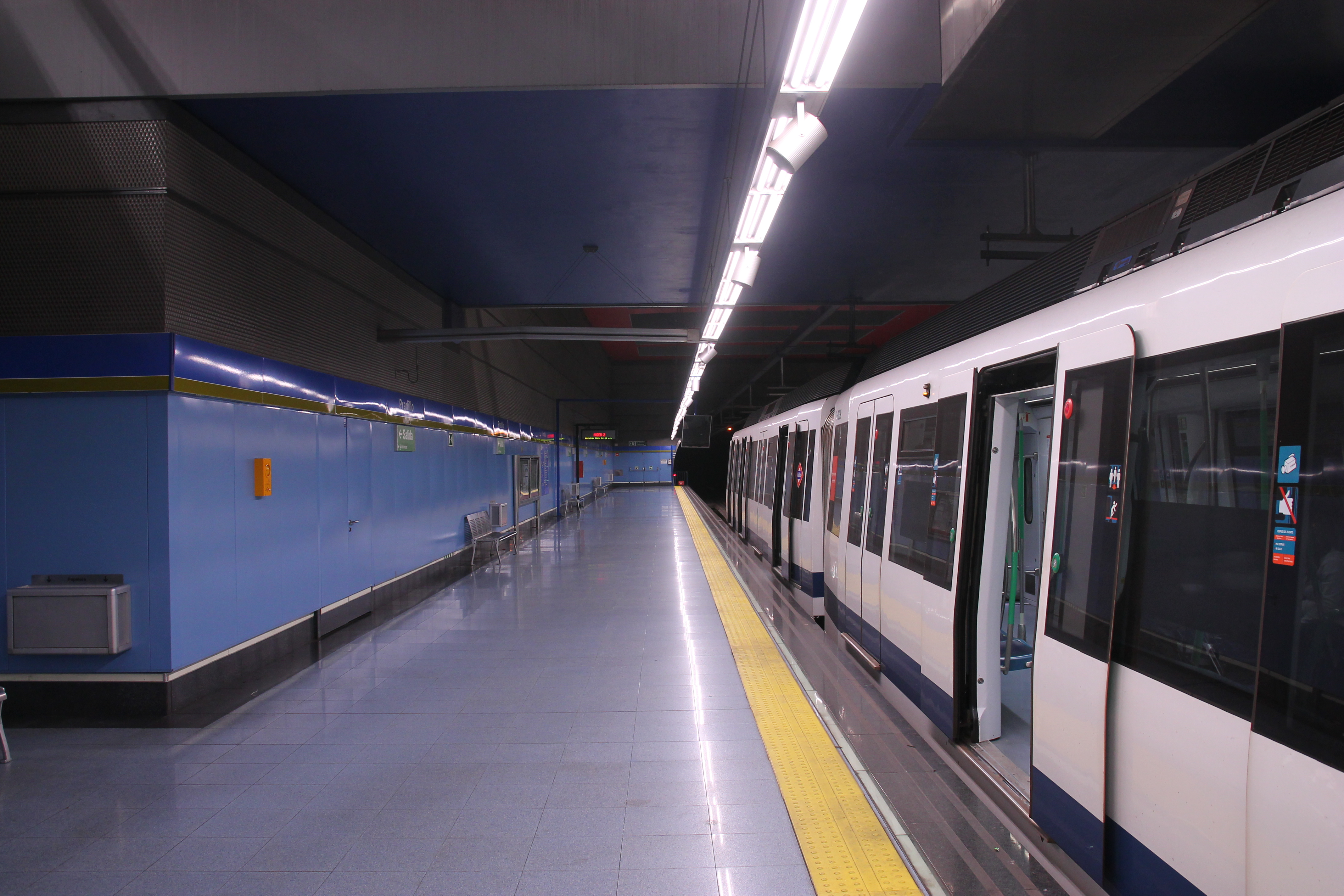
Nástupiště stanice
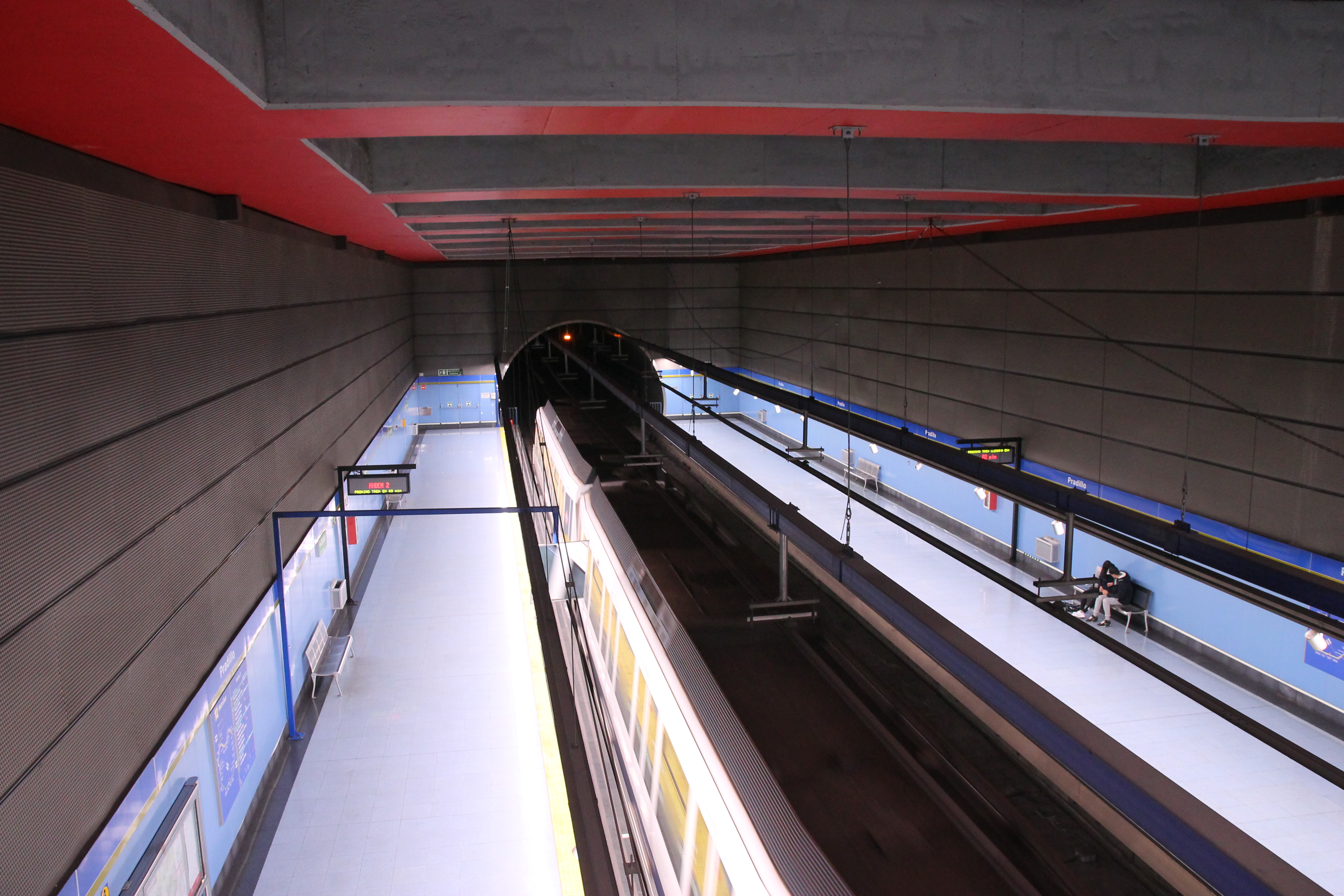
Nástupiště a kolejiště stanice
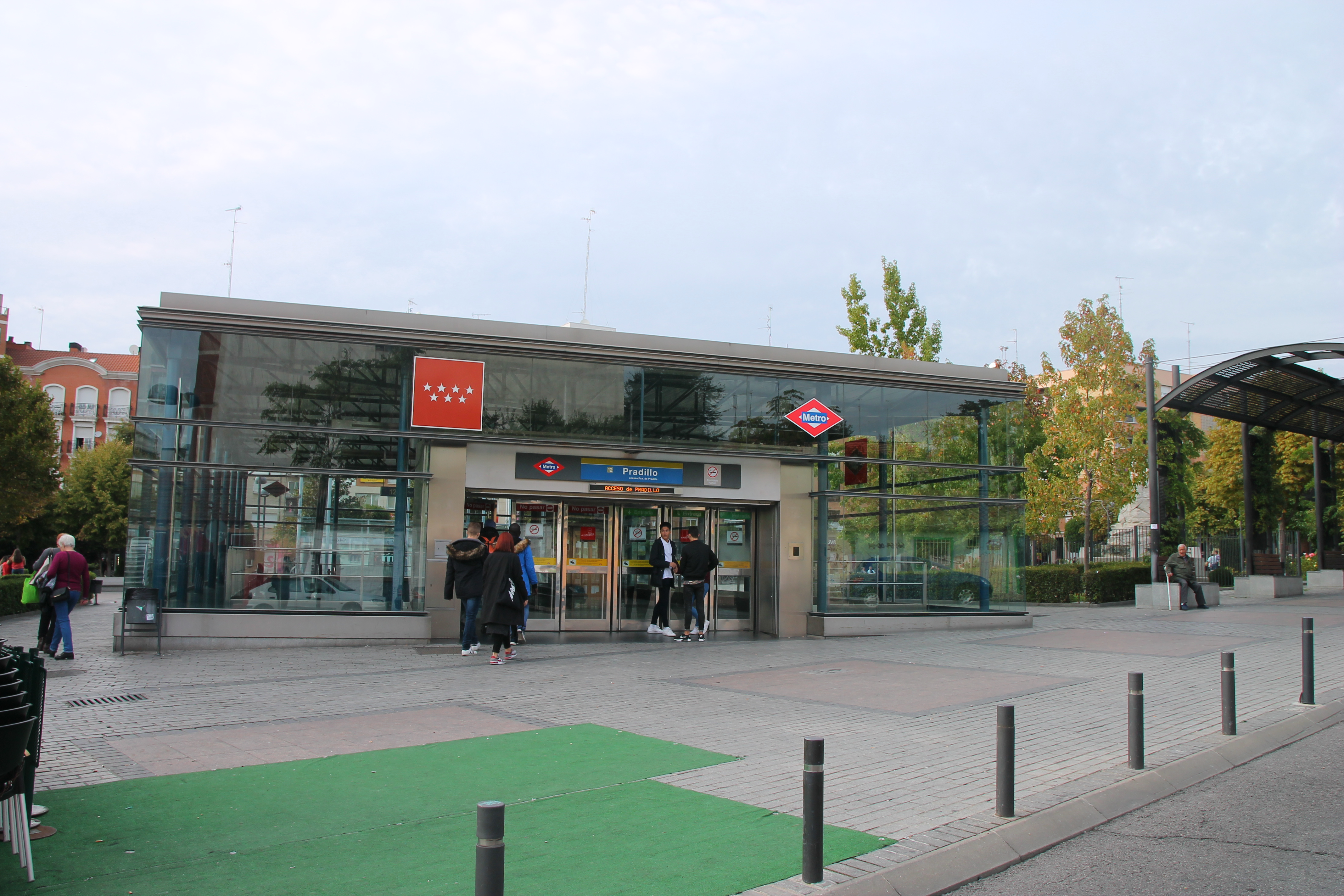
Vstup do stanice
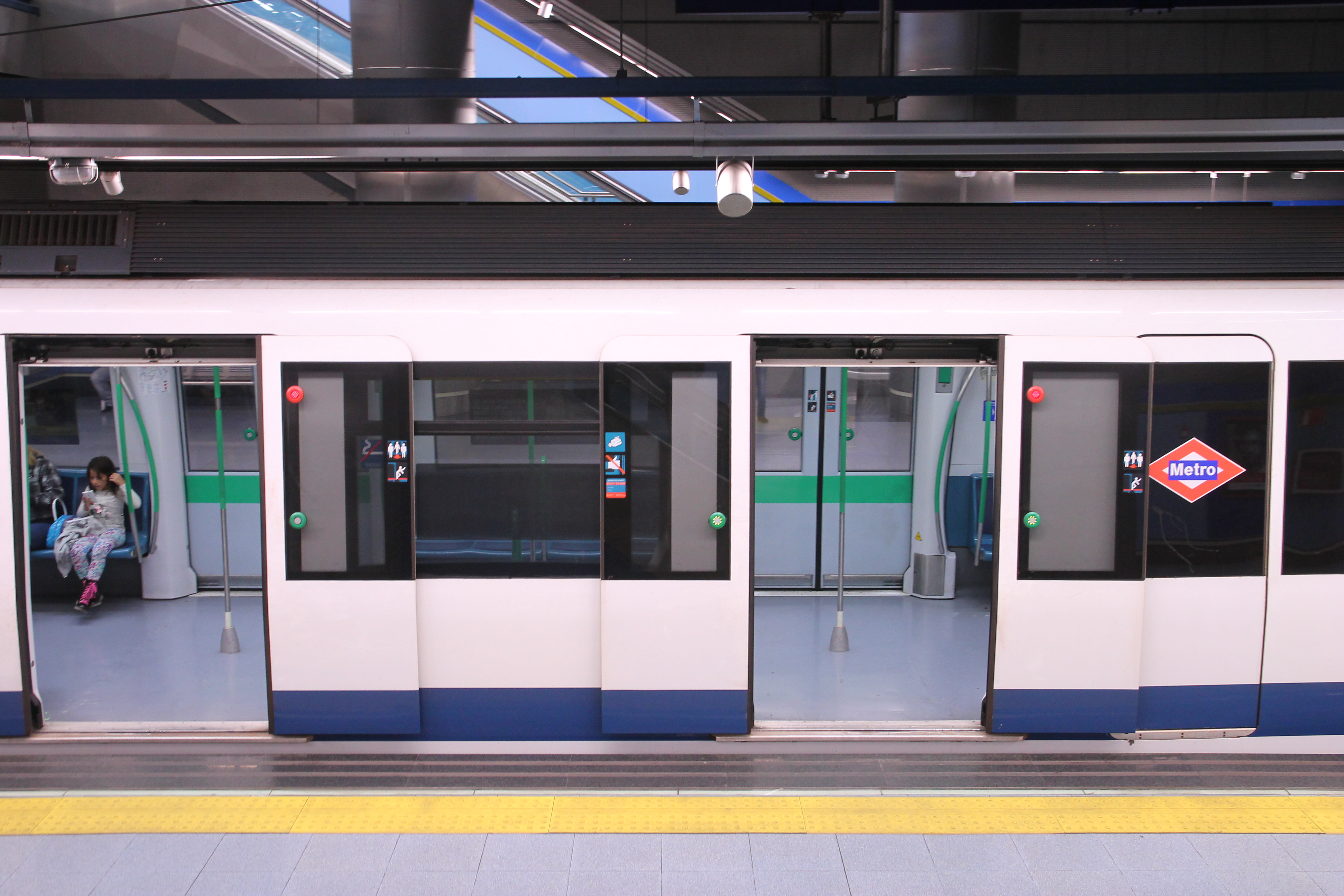
Vlak řady 8000 ve stanici